# Juan Sánchez Sotelo
Juan Ignacio Sánchez Sotelo (Avellaneda, Argentina, 2 de octubre de 1987) es un futbolista argentino que juega de delantero en Rangers de la Primera B de Chile.
Su padre Luis Alberto también fue futbolista, jugó en Boca Juniors y Platense.

## Trayectoria
Se inició en las divisiones inferiores de River Plate y Racing Club, debutó en el Torneo Apertura 2008, en la primera fecha ante Lanús con Juan Manuel Llop como técnico. Su único gol en el club de Avellaneda fue en la séptima fecha contra Estudiantes. Tras una serie de campeonatos en los que no tuvo participación, es cedido por seis meses al Club Atlético Patronato de la Juventud Católica de la segunda división del fútbol argentino.
A fines del año 2010, como los directivos de Racing decidieron no tenerlo en cuenta y rescindirle el contrato. Ya en condición de jugador libre partió hacia Chile para jugar en Deportes La Serena. Tras un intento inconcluso con el Pescara Calcio de la segunda división de Italia (club en el cual llegó a entrenarse por unas semanas) firmaría con el Rapid Bucarest, que milita en la Liga I de Rumania, donde se mantuvo tan solo seis meses.
El 16 de agosto de 2012 se convirtió en refuerzo del Club Olimpo de Bahía Blanca de la Segunda categoría de Argentina y con el cual lograría el ascenso a Primera División. En dicha temporada comenzaría como suplente y terminaría jugando como titular y convirtiendo 8 goles. Militó en el Club Atlético Talleres de Córdoba de la segunda división de Argentina, produciendo un total de 7 goles en 19 partidos. Jugó en el Levadiakos F.C. de Grecia siendo compañero de Matías Sánchez (ex compañeros en Racing). Anotó su primer tanto en su segundo partido contra el Veria, partido que terminaría 2 a 1 a favor de su equipo.
En la temporada 2015 firmó en Defensa y Justicia, donde disputó 17 encuentros marcando 5 goles. En la temporada 2016 llega a Arsenal de Sarandí, logró jugar la CONMEBOL Sudamericana 2017 y salvarse del descenso con Arsenal. Luego de esto, Sotelo rescindió contrato con Arsenal, en julio de 2017. El 18 de julio de 2017 llega como jugador libre por un año con opción de compra y se incorpora a Temperley de la Primera División de Argentina. Allí se mantiene un año, hasta que su equipo desciende de categoría y finaliza su contrato.
A mediados de 2018 firma por un año con Nueva Chicago de la Primera B Nacional, segunda división del fútbol argentino.

## Estadísticas
- Actualizado al último partido jugado el 4 de diciembre de 2021.

| Club                         | División            | Temporada           | Liga  | Liga  | Copa Nacionales | Copa Nacionales | Copa Internacionales | Copa Internacionales | Total | Total | Media goleadora |
| Club                         | División            | Temporada           | Part. | Goles | Part.           | Goles           | Part.                | Goles                | Part. | Goles | Media goleadora |
| ---------------------------- | ------------------- | ------------------- | ----- | ----- | --------------- | --------------- | -------------------- | -------------------- | ----- | ----- | --------------- |
| Racing Club Argentina        | 1.ª                 | 2008-2009           | 12    | 1     | —               | —               | —                    | —                    | 12    | 1     | 0.08            |
| Racing Club Argentina        | 1.ª                 | 2009-2010           | 2     | 0     | —               | —               | —                    | —                    | 2     | 0     | 0.00            |
| Racing Club Argentina        |                     | Total club          | 14    | 1     | 0               | 0               | 0                    | 0                    | 14    | 1     | 0.07            |
| Patronato Argentina          | 2.ª                 | 2010-2011           | 14    | 1     | —               | —               | —                    | —                    | 14    | 1     | 0.07            |
| Patronato Argentina          |                     | Total club          | 14    | 1     | 0               | 0               | 0                    | 0                    | 14    | 1     | 0.07            |
| Deportes La Serena · Chile   | 1.ª                 | 2011                | 30    | 11    | 4               | 2               | —                    | —                    | 34    | 13    | 0.38            |
| Rapid Bucarest · Rumania     | 1.ª                 | 2011-12             | 2     | 0     | —               | —               | —                    | —                    | 2     | 0     | 0.00            |
| Rapid Bucarest · Rumania     |                     | Total club          | 2     | 0     | 0               | 0               | 0                    | 0                    | 2     | 0     | 0.00            |
| Olimpo Argentina             | 2.ª                 | 2012-2013           | 34    | 8     | 1               | 2               | —                    | —                    | 35    | 10    | 0.29            |
| Olimpo Argentina             |                     | Total club          | 34    | 8     | 1               | 2               | —                    | —                    | 35    | 10    | 0.29            |
| Talleres (C) Argentina       | 3.ª                 | 2012-2013           | —     | —     | 1               | 0               | —                    | —                    | 1     | 0     | 0.00            |
| Talleres (C) Argentina       | 2.ª                 | 2013-2014           | 34    | 8     | 1               | 0               | —                    | —                    | 35    | 8     | 0.23            |
| Talleres (C) Argentina       |                     | Total club          | 34    | 8     | 2               | 0               | 0                    | 0                    | 36    | 8     | 0.22            |
| Levadiakos F.C. · Grecia     | 1.ª                 | 2014-15             | 13    | 2     | 5               | 0               | —                    | —                    | 18    | 2     | 0.11            |
| Levadiakos F.C. · Grecia     |                     | Total club          | 13    | 2     | 5               | 0               | 0                    | 0                    | 18    | 2     | 0.11            |
| Defensa y Justicia Argentina | 1.ª                 | 2015                | 17    | 5     | 2               | 1               | —                    | —                    | 19    | 6     | 0.32            |
| Defensa y Justicia Argentina |                     | Total club          | 17    | 5     | 2               | 1               | 0                    | 0                    | 19    | 6     | 0.32            |
| Arsenal Argentina            | 1.ª                 | 2016                | 14    | 5     | —               | —               | —                    | —                    | 14    | 5     | 0.36            |
| Arsenal Argentina            | 1.ª                 | 2016-17             | 24    | 3     | 3               | 0               | 2                    | 2                    | 29    | 5     | 0.17            |
| Arsenal Argentina            |                     | Total club          | 38    | 8     | 3               | 0               | 2                    | 2                    | 43    | 10    | 0.23            |
| Temperley Argentina          | 1.ª                 | 2017-18             | 15    | 2     | 1               | 0               | —                    | —                    | 16    | 2     | 0.13            |
| Temperley Argentina          |                     | Total club          | 15    | 2     | 1               | 0               | 0                    | 0                    | 16    | 2     | 0.13            |
| Nueva Chicago Argentina      | 2.ª                 | 2018-19             | 24    | 9     | —               | —               | —                    | —                    | 24    | 9     | 0.38            |
| Nueva Chicago Argentina      |                     | Total club          | 24    | 9     | 0               | 0               | 0                    | 0                    | 24    | 9     | 0.38            |
| Huachipato · Chile           | 1.ª                 | 2019                | 10    | 7     | —               | —               | —                    | —                    | 10    | 7     | 0.7             |
| Huachipato · Chile           | 1.ª                 | 2020                | 30    | 15    | —               | —               | 4                    | 2                    | 34    | 17    | 0.5             |
| Huachipato · Chile           |                     | Total club          | 40    | 22    | —               | —               | 4                    | 2                    | 44    | 24    | 0.55            |
| Palestino · Chile            | 1.ª                 | 2021                | 22    | 4     | 6               | 4               | 7                    | 1                    | 35    | 9     | 0.26            |
| Palestino · Chile            |                     | Total club          | 22    | 4     | 6               | 4               | 7                    | 1                    | 35    | 9     | 0.26            |
| Huachipato · Chile           | 1.ª                 | 2022                | 27    | 6     | 0               | 0               | 0                    | 0                    | 27    | 6     | 0.22            |
| Huachipato · Chile           |                     | Total club          | 27    | 6     | 0               | 0               | 0                    | 0                    | 27    | 6     | 0               |
| Deportes La Serena · Chile   | 2.ª                 | 2023                | 30    | 17    | 1               | 0               | —                    | —                    | 31    | 17    | 0.35            |
| Deportes La Serena · Chile   |                     | Total club          | 60    | 28    | 5               | 2               | 0                    | 0                    | 65    | 30    | 0.26            |
| Total en su carrera          | Total en su carrera | Total en su carrera | 322   | 97    | 25              | 9               | 13                   | 5                    | 360   | 112   | 0.29            |

## Palmarés

### Logros
| Título                           | Equipo              | País      | Año     |
| -------------------------------- | ------------------- | --------- | ------- |
| Campeonato de Primera B Nacional | Olimpo              | Argentina | 2012-13 |
| Torneo Argentino A               | Talleres de Córdoba | Argentina | 2012-13 |